# Regions Morgan Keegan Championships and Memphis International 2012
Il Regions Morgan Keegan Championships and Memphis International 2012 è stato un torneo di tennis giocato sul cemento indoor presso il Racquet Club di Memphis, nel Tennessee. È stata la 111ª edizione del Regions Morgan Keegan Championships, e la 27ª del Memphis International, noto fino all'anno precedente come Cellular South Cup. Il Regions Morgan Keegan Championships faceva parte dell'ATP World Tour 500 series nell'ambito dell'ATP World Tour 2012, il Memphis International dei Tornei WTA International nell'ambito del WTA Tour 2012. Entrambi i tornei si sono giocati fra il 20 e il 26 febbraio 2012.

## Partecipanti ATP

### Teste di serie
| Nazionalità | Giocatore          | Ranking* | Testa di serie |
| ----------- | ------------------ | -------- | -------------- |
| Stati Uniti | John Isner         | 14       | 1              |
| Stati Uniti | Andy Roddick       | 17       | 2              |
| Rep. Ceca   | Radek Štěpánek     | 29       | 3              |
| Canada      | Milos Raonic       | 32       | 4              |
| Russia      | Alex Bogomolov Jr. | 33       | 5              |
| Francia     | Julien Benneteau   | 34       | 6              |
| Sudafrica   | Kevin Anderson     | 35       | 7              |
| Australia   | Bernard Tomić      | 36       | 8              |

* Ranking al 13 febbraio 2012.

### Altri partecipanti
I seguenti giocatori hanno ricevuto una wild-card per il tabellone principale:
- Ryan Harrison
- Sam Querrey
- Jack Sock

I seguenti giocatori sono entrati nel tabellone principale passando dalle qualificazioni:

- Bobby Reynolds
- Robert Kendrick
- Robby Ginepri
- Jesse Levine

## Partecipanti WTA

### Teste di Serie
| Nazionalità   | Giocatrice           | Ranking* | Testa di serie |
| ------------- | -------------------- | -------- | -------------- |
| Russia        | Nadia Petrova        | 32       | 1              |
| Kazakistan    | Ksenija Pervak       | 44       | 2              |
| Rep. Ceca     | Lucie Hradecká       | 52       | 3              |
| Nuova Zelanda | Marina Eraković      | 58       | 4              |
| Francia       | Pauline Parmentier   | 59       | 5              |
| Regno Unito   | Elena Baltacha       | 61       | 6              |
| Svezia        | Johanna Larsson      | 62       | 7              |
| Slovacchia    | Magdaléna Rybáriková | 65       | 8              |

* Ranking al 13 febbraio 2012.

### Altre partecipanti
Le seguenti giocatrici hanno ricevuto una wild-card per il tabellone principale:
- Lauren Davis
- Madison Keys
- Melanie Oudin

Le seguenti giocatrici sono entrate nel tabellone principale passando dalle qualificazioni:

- Jamie Hampton
- Alexa Glatch
- Irena Pavlović
- Camila Giorgi

## Punti e montepremi
Il montepremi complessivo è di 1.375.000 $.
| Torneo              | Torneo              | V       | F       | SF     | QF     | 2T     | 1T    | Q  | Q3  | Q2  | Q1  |
| Singolare maschile  | Punti               | 500     | 300     | 180    | 90     | 45     | 0     | 20 | 0   | 10  | 0   |
| Singolare maschile  | Premi in denaro ($) | 227.915 | 125.300 | 59.350 | 28.640 | 14.600 | 8.030 | –  | 0   | 905 | 500 |
| Doppio maschile     | Punti               | 500     | 300     | 180    | 90     | 0      | –     | –  | –   | –   | –   |
| Doppio maschile     | Premi in denaro ($) | 82.100  | 37.040  | 17.460 | 8.440  | 4.340  | –     | –  | –   | –   | –   |
| Singolare femminile | Punti               | 280     | 200     | 130    | 70     | 30     | 1     | 10 | 6   | 1   | –   |
| Singolare femminile | Premi in denaro ($) | 37.000  | 19.000  | 10.400 | 5.625  | 3.100  | 1.825 | –  | 850 | 440 | –   |
| Doppio femminile    | Punti               | 280     | 200     | 130    | 70     | 1      | –     | –  | –   | –   | –   |
| Doppio femminile    | Premi in denaro ($) | 11.000  | 5.750   | 3.100  | 1.160  | 860    | –     | –  | –   | –   | –   |

## Campioni

### Singolare maschile
Jürgen Melzer ha battuto in finale  Milos Raonic per 7–5, 7–6(4). 
- È il primo titolo dell'anno per Melzer, il quarto in carriera.

### Singolare femminile
Sofia Arvidsson ha sconfitto in finale  Marina Eraković per 6–3, 6–4.
- È il secondo titolo in carriera per la Arvidsson dopo il titolo conquistato proprio a Memphis nel 2006.

### Doppio maschile
Maks Mirny /  Daniel Nestor hanno sconfitto in finale  Ivan Dodig /  Marcelo Melo per 4–6, 7–5, [10–7].

### Doppio femminile
Andrea Hlaváčková /  Lucie Hradecká hanno sconfitto in finale  Vera Duševina /  Ol'ga Govorcova per 6–3, 6–4.